# Tal Cual (Venezuela)
Tal Cual es un medio de comunicación informativo, de análisis y opinión de Venezuela. Desde su creación, Tal Cual ha mantenido una línea editorial crítica e independiente

## Historia
Es fundado como periódico impreso en el año 2000 por Teodoro Petkoff, quien se mantuvo como director hasta su muerte en 2018. El diario contó en su inicio con la ayuda económica del empresario checo-venezolano Hans Neumann, propietario del The Daily Journal. Neumann fue presidente, hasta su muerte en 2001, de la junta directiva de La Mosca Analfabeta C.A., la casa editorial de Tal Cual. Al principio, Tal Cual era un diario vespertino, pero luego se convirtió en uno matutino.

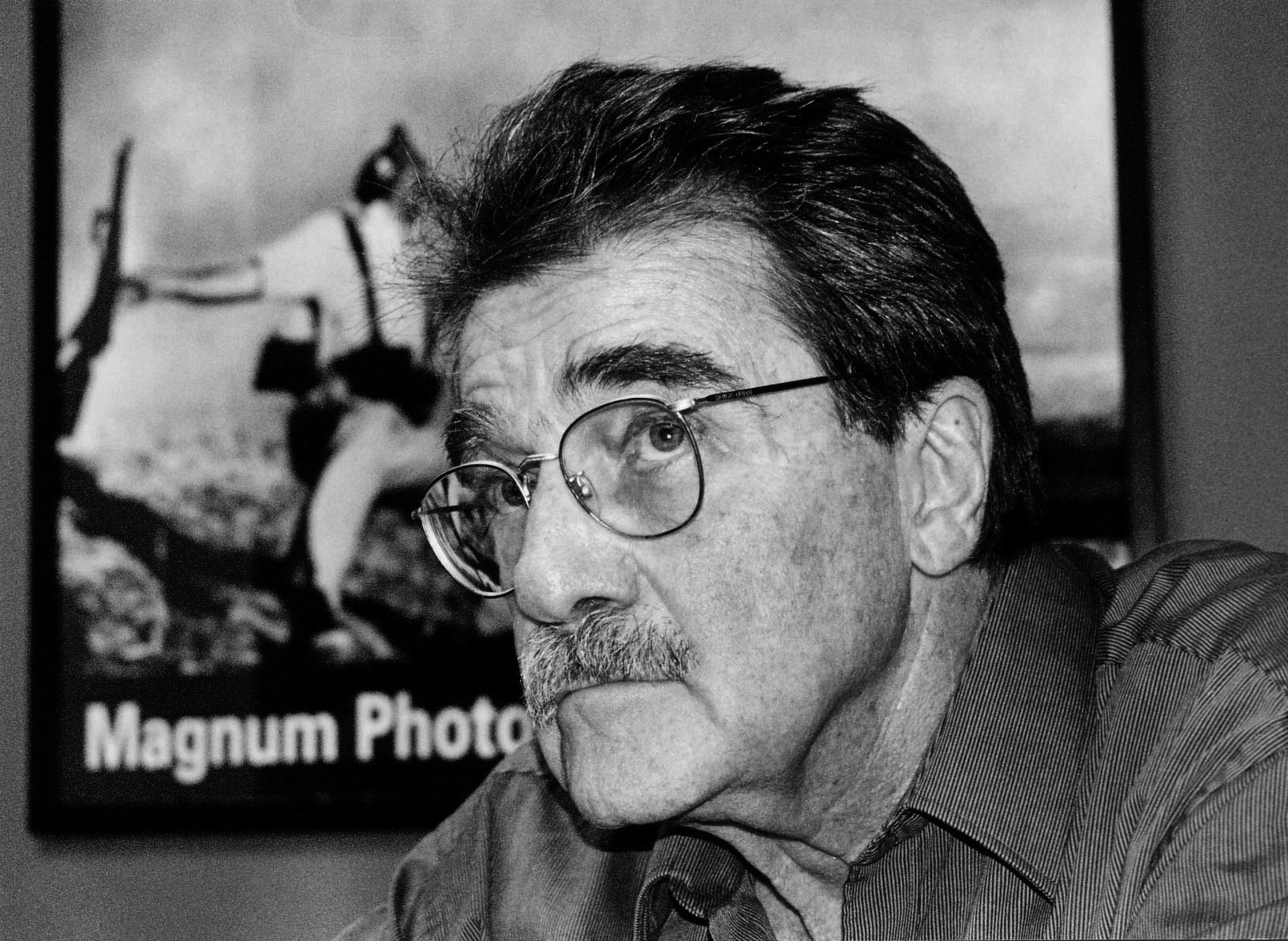
Teodoro Petkoff en Las Oficinas de Diario Tal Cual.

En noviembre de 2005, el humorista Laureano Márquez escribió una columna satírica en el diario que consistía en una carta dirigida a la hija del presidente Hugo Chávez, Rosinés Chávez, pidiéndole ayuda, diciendo "Ustedes los niños tienen mucho poder, y yo sé que tu papá te hace caso". La columna hacía referencia a que según Chávez, Rosinés fue la persona que tuvo la idea de cambiar la orientación del caballo en el escudo de armas de Venezuela, el cual fue modificado en 2006 para que cabalgase hacia la izquierda. Como resultado de la publicación, el diario fue sancionado con una multa de 18.604 dólares. La multa casi quiebra a Tal Cual, pero organizó una colecta pública y consiguió pagarla.
El 1 de octubre de 2014, el periódico anunció que el grupo Últimas Noticias rompió unilateralmente un acuerdo comercial que había permitido a Tal Cual ser impreso y distribuido por esa casa editorial en los últimos tres años. Debido a eso, Tal Cual contrató a la empresa Impresiones News Printer para su impresión y El Nacional se encargó de su distribución.
Como consecuencia de la escasez en Venezuela, Tal Cual estuvo a punto de dejar de circular el 23 de octubre de 2014, debido a la falta de papel prensa. Faltando pocos días para la fecha límite, los editores de Tal Cual lograron un acuerdo con la Editorial Alfredo Maneiro para la compra de bobinas de papel suficientes para imprimir el periódico por un mes más. La Editorial Alfredo Maneiro es una empresa estatal que centraliza la importación de papel periódico en Venezuela.
El 27 de enero de 2015, el periódico comunicó que finaliza su publicación en forma diaria el 27 de febrero de 2015 y que pasaba a ser un semanario a partir del 28 de febrero de 2015. Tal Cual alega como razones del cambio la situación económica del país, que afecta las finanzas del diario, en conjunto con la escasez de papel y la negativa de la Editorial Alfredo Maneiro de permitir la compra de papel para poder imprimir ejemplares. A ello se le sumó la presión del gobierno venezolano, lo cual incluye siete demandas judiciales en 15 años de existencia y presiones sobre los anunciantes para que no contraten publicidad en Tal Cual.
En noviembre de 2017 el semanario Tal Cual anunció que dejará de circular en papel, al haberse hecho imposible la procura del papel necesario para imprimir. «Desde septiembre de 2016 este medio apenas ha recibido cuatro bobinas de papel para poder ser impreso. Eso equivale apenas a dos números semanales. Las publicaciones chavistas sí reciben papel de parte de la Corporación Maneiro, también los medios que se han plegado a la hegemonía comunicacional. Nosotros no lo hicimos y no lo vamos a hacer», dice la nota editorial que acompañó la decisión. Desde entonces, el medio se ha consolidado como una plataforma digital.